# Jack Carrington
Jack Carrington (* um 1909; † 1984 in Bournemouth) war ein englischer Tischtennisspieler und -trainer, der in den 1940er und 1950er Jahren an sieben Weltmeisterschaften teilnahm.

## Werdegang
Jack Carrington begann seine internationale Karriere 1939. Unterbrochen wurde diese durch eine sechsjährige Dienstzeit bei der Royal Air Force im Zeitraum des Zweiten Weltkrieges, während der er zusammen mit Johnny Leach und Ron Crayden Schaukämpfe bestritt.
Von 1947 bis 1957 war Jack Carrington bei sieben Weltmeisterschaften vertreten. Dabei erreichte er 1947 im Doppel mit Johnny Leach das Endspiel, das gegen die Tschechoslowaken Adolf Šlár/Bohumil Váňa verloren ging. Mit dem gleichen Doppelpartner gewann er 1951 Bronze. Zudem gewannen sie die 1951 die offene englische Meisterschaft.
Als im Oktober 1946 die Zeitschrift Table Tennis, das offizielle Organ des englischen Tischtennisverbandes ETTA, nach dem Zweiten Weltkrieg wieder erschien, fungierte Jack Carrington als Herausgeber (Editor). Diese Position hatte er bis Februar 1950 inne.
Nach dem Ende seiner aktiven Laufbahn arbeitete Carrington als Cheftrainer des englischen Tischtennisverbandes ETTA (Director of Coaching). Er organisierte nationale und internationale Turnierveranstaltungen und sorgte insbesondere an den Schulen für die Förderung des Tischtennissports.
1959 trainierte Jack Carrington in Duisburg die deutschen Nationalspieler und -spielerinnen zur Vorbereitung auf die Weltmeisterschaft 1959. Vom 1. April bis 30. September 1961 besuchten er und seine Ehefrau Elise Australien, um dort den Tischtennissport zu fördern. Dabei wurde Elsie Carrington im Doppel mit I. Prowse australische Meisterin im Doppel.
1984 starb Jack Carrington an den Folgen eines Herzinfarkts.

## Autor
Jack Carrington veröffentlichte drei viel beachtete Bücher über Tischtennis:
- Modern Table Tennis, Erstausgabe 1938, Vierte Auflage 1951 im Verlag G. Bell and Sons Ltd
- Table Tennis (Know the Game), 1958, EP Publishing Ltd, ISBN 978-0-7158-0136-9
- Progressive Table Tennis, 1970, Verlag G.Bell, ISBN 978-0-7135-1598-5

## Privat
Jack Carrington war mit der englischen Tischtennisnationalspielerin Elsie Weaver verheiratet.

## Turnierergebnisse
| Verband | Veranstaltung     | Jahr | Ort       | Land | Einzel        | Doppel       | Mixed      | Team |
| ------- | ----------------- | ---- | --------- | ---- | ------------- | ------------ | ---------- | ---- |
| ENG     | Weltmeisterschaft | 1957 | Stockholm | SWE  | keine Teiln.  | keine Teiln. | letzte 128 |      |
| ENG     | Weltmeisterschaft | 1954 | Wembley   | ENG  | letzte 128    | letzte 32    | letzte 128 |      |
| ENG     | Weltmeisterschaft | 1951 | Wien      | AUT  | letzte 128    | Halbfinale   | letzte 64  |      |
| ENG     | Weltmeisterschaft | 1950 | Budapest  | HUN  | letzte 32     | letzte 32    | letzte 64  |      |
| ENG     | Weltmeisterschaft | 1949 | Stockholm | SWE  | letzte 64     | letzte 32    | letzte 64  |      |
| ENG     | Weltmeisterschaft | 1948 | Wembley   | ENG  | letzte 128    | letzte 64    | letzte 64  |      |
| ENG     | Weltmeisterschaft | 1947 | Paris     | FRA  | Viertelfinale | Silber       | letzte 16  |      |